# Thane
Thane este un oraș în India.